# Hayley Peirsol
Hayley Peirsol (ur. 9 sierpnia 1985 w Irvine) – amerykańska pływaczka, specjalizująca się głównie w stylu dowolnym na długich dystansach.
Wicemistrzyni świata z Barcelony na 1500 m stylem dowolnym i brązowa medalistka z Melbourne na 800 m stylem dowolnym.
3-krotna medalistka Mistrzostw Pacyfiku z Jokohamy i Victorii na 800 i 1500 m stylem dowolnym. Mistrzyni Uniwersjady z Izmiru na 1500 m stylem dowolnym oraz srebrna medalistka na 800 m stylem dowolnym.
Jest siostrą 5-krotnego mistrza olimpijskiego z Aten i Pekinu Aarona Peirsola.